# Schaltprogramm
Schaltprogramme dienen dem Fahrer eines Kraftfahrzeugs dazu, das Automatikgetriebe seinem Fahrstil anzupassen. Ein Economy-Programm z. B. fördert eine eher kraftstoffsparende Fahrweise, da bereits in relativ niedrigen Drehzahlbereichen hochgeschaltet wird. Diese Funktion wird jedoch durch viel Gas verzögert bzw. durch Vollgas oder Kickdown sogar vollständig überbrückt.
Power- bzw. Sport-Fahrprogramme dienen entsprechend einer sportlicheren Fahrweise durch spätere Gangwechsel, also durch Fahren in höheren Drehzahlbereichen, was auch den Kraftstoffverbrauch steigert.